# The Aints
The Aints est un groupe de rock australien formé en 1990 par Ed Kuepper, ex-membre des Saints. Le nom est un jeu de mots pour protester contre Chris Bailey qui continue d'utiliser le nom des Saints et les chansons coécrites par Kuepper. 

The Aints continue la tradition garage rock des premiers albums des Saints. 

En 1995, Ed Kuepper décide de reprendre sa carrière solo et dissout le groupe.

## Membre du groupe
- Ed Kuepper : chant, guitare
- Kent Steedman : basse sur S.L.S.Q.
- Tim Reeves : Batterie sur S.L.S.Q.
- Artie Sledge : Basse sur Autocannibalism
- Mark Dawson : Batterie sur Autocannibalism
- Tim Hopkins : Saxophone sur Autocannibalism

## Discographie
- Ascension, 1991
- Autocannibalism, 1992
- S.L.S.Q., 1993 Album Live
- Shell Life Unlimited!!Hotter Than A Blazing Pistol, 1995, Compilation des premiers albums